# Segunda Categoría de Chimborazo
El Campeonato Provincial de la Segunda Categoría de Chimborazo es un torneo oficial de fútbol de ascenso en la provincia de Chimborazo. Es organizado anualmente por la Asociación de Fútbol No Aficionado de Chimborazo (AFNACH). Los tres mejores clubes (campeón, subcampeón y tercer lugar) clasifican al torneo de Ascenso Nacional por el ascenso a la Serie B, además el campeón provincial clasificará a la primera fase de la Copa Ecuador.

## Palmarés
| Temporada | Campeón                    | Subcampeón                  |
| --------- | -------------------------- | --------------------------- |
| 1971      | Palestino (1)              | ?                           |
| 1972      | Atlético Riobamba (1)      | ?                           |
| 1973      | Olmedo (1)                 | ?                           |
| 1974      | ?                          | ?                           |
| 1975      | Atlético Riobamba (2)      | ?                           |
| 1976      | Atlético Riobamba (3)      | ?                           |
| 1977      | Olmedo (2)                 | ?                           |
| 1978      | Atlético Riobamba (4)      | ?                           |
| 1979      | No se disputó              | No se disputó               |
| 1980      | No se disputó              | No se disputó               |
| 1981      | No se disputó              | No se disputó               |
| 1982      | No se disputó              | No se disputó               |
| 1983      | River Plate (Riobamba) (1) | Olmedo (1)                  |
| 1984      | No se disputó              | No se disputó               |
| 1985      | Olmedo (3)                 | River Plate (Riobamba) (1)  |
| 1986      | River Plate (Riobamba) (2) | Olmedo (2)                  |
| 1987      | Olmedo (4)                 | Palestino (1)               |
| 1988      | Olmedo (5)                 | 9 de Octubre (Riobamba) (1) |
| 1989      | Olmedo (6)                 | Star Club (1)               |
| 1990      | Star Club (1)              | Olmedo (3)                  |
| 1991      | Olmedo (7)                 | Star Club (2)               |
| 1992      | Olmedo (8)                 | Star Club (3)               |
| 1993      | Olmedo (9)                 | Star Club (4)               |
| 1994      | ?                          | ?                           |
| 1995      | Star Club (2)              | River Plate (Riobamba) (2)  |
| 1996      | Star Club (3)              | Liga Politécnica (1)        |
| 1997      | ?                          | ?                           |
| 1998      | Star Club (4)              | Sonorama (1)                |
| 1999      | Sonorama (1)               | Liga Politécnica (2)        |
| 2000      | ?                          | ?                           |
| 2001      | ?                          | ?                           |
| 2002      | ?                          | ?                           |
| 2003      | ?                          | ?                           |
| 2004      | Atlético Universitario (1) | San Felipe (1)              |
| 2005      | Star Club (5)              | Atlético Universitario (1)  |
| 2006      | Atlético Universitario (2) | Liga Politécnica (3)        |
| 2007      | Atlético Universitario (3) | Club Chimborazo (1)         |
| 2008      | Atlético Universitario (4) | Star Club (5)               |
| 2009      | Star Club (6)              | San Pedro (1)               |
| 2010      | Star Club (7)              | Club Chimborazo (2)         |
| 2011      | Star Club (8)              | Alianza (1)                 |
| 2012      | Penipe S. C. (1)           | Alianza (2)                 |
| 2013      | Newell's Old Boys (1)      | Star Club (6)               |
| 2014      | Star Club (9)              | Los Ases (1)                |
| 2015      | Star Club (10)             | Independiente San Pedro (1) |
| 2016      | Star Club (11)             | Los Ases (2)                |
| 2017      | Alianza (1)                | Deportivo Guano (1)         |
| 2018      | Alianza (2)                | Deportivo Guano (2)         |
| 2019      | Alianza (3)                | Deportivo Guano (3)         |
| 2020      | Alianza (4)                | Deportivo Guano (4)         |
| 2021      | Peñarol (1)                | Deportivo Guano (5)         |
| 2022      | Sonorama (2)               | Peñarol (1)                 |
| 2023      | Olmedo (10)                | Daquilema (1)               |
| 2024      | Olmedo (11)                | Daquilema (2)               |
| 2025      | Por definir                | Por definir                 |

## Estadísticas por equipo

### Campeonatos
| Equipo                  | Títulos | Subtítulos | Temporadas campeón                                                | Temporadas subcampeón               |
| ----------------------- | ------- | ---------- | ----------------------------------------------------------------- | ----------------------------------- |
| Olmedo                  | 11      | 3          | 1973, 1977, 1985, 1987, 1988, 1989, 1991, 1992, 1993, 2023, 2024. | 1983, 1986, 1990.                   |
| Star Club               | 11      | 6          | 1990, 1995, 1996, 1998, 2005, 2009, 2010, 2011, 2014, 2015, 2016. | 1989, 1991, 1992, 1993, 2007, 2013. |
| Alianza                 | 4       | 2          | 2017, 2018, 2019, 2020.                                           | 2011, 2012.                         |
| Atlético Universitario  | 4       | 1          | 2004, 2006, 2007, 2008.                                           | 2005.                               |
| Atlético Riobamba       | 4       | 0          | 1972, 1975, 1976, 1978.                                           |                                     |
| River Plate (Riobamba)  | 2       | 2          | 1983, 1986.                                                       | 1985, 1995.                         |
| Sonorama                | 2       | 1          | 1999, 2022.                                                       | 1998.                               |
| Palestino               | 1       | 1          | 1971.                                                             | 1987.                               |
| Peñarol                 | 1       | 1          | 2021.                                                             | 2022.                               |
| Penipe S. C.            | 1       | 0          | 2012.                                                             |                                     |
| Newell's Old Boys       | 1       | 0          | 2013.                                                             |                                     |
| Deportivo Guano         | 0       | 5          |                                                                   | 2017, 2018, 2019, 2020, 2021.       |
| Club Chimborazo         | 0       | 2          |                                                                   | 2007, 2010.                         |
| Daquilema               | 0       | 2          |                                                                   | 2023, 2024.                         |
| Liga Politécnica        | 0       | 2          |                                                                   | 1996, 1999.                         |
| Los Ases                | 0       | 2          |                                                                   | 2014, 2016.                         |
| 9 de Octubre (Riobamba) | 0       | 1          |                                                                   | 1988.                               |
| Independiente San Pedro | 0       | 1          |                                                                   | 2015.                               |
| San Felipe              | 0       | 1          |                                                                   | 2004.                               |
| San Pedro               | 0       | 1          |                                                                   | 2009.                               |

### Estadísticas por Cantón
| Cantón     |    | Títulos |    | Subtítulos |  |
| ---------- | -- | --- | -- | --- |  |
| Riobamba   | 35 | Olmedo (10) Star Club (11) Atlético Riobamba (4) Atlético Universitario (4) River Plate (Riobamba) (2) Sonorama (2) Palestino (1) | 21 | Star Club (6) Olmedo (3) Club Chimborazo (2) Daquilema (2) Liga Politécnica (2) River Plate (Riobamba) (2) 9 de Octubre (Riobamba) (1) Atlético Universitario (1) San Felipe (1) San Pedro (1) |  |
| Guano      | 4  | Alianza (4) | 7  | Deportivo Guano (5) Alianza (2) |  |
| Pallatanga | 1  | Peñarol (1) | 1  | Peñarol (1) |  |
| Chambo     | 1  | Newell's Old Boys (1) |    | |  |
| Penipe     | 1  | Penipe S. C. (1) |    | |  |
| Cumandá    |    | | 2  | Los Ases (1) |  |
| Alausí     |    | | 1  | Independiente San Pedro (1) |  |